# Nick Mason's Fictitious Sports
Nick Mason's Fictitious Sports è un album in studio del batterista dei Pink Floyd Nick Mason registrato insieme alla compositrice, pianista e organista jazz Carla Bley. Pubblicato nel maggio 1981 in Gran Bretagna e Stati Uniti, questo fu il primo lavoro di Mason fuori dai Pink Floyd. Tuttavia, l'album viene considerato da molti un disco di Carla Bley piuttosto che una collaborazione tra lei e Mason, dato che ella scrisse tutte le canzoni presenti sull'album.

## Storia
L'album venne registrato nell'ottobre 1979 ma l'uscita del disco venne posticipata di almeno due anni. Tutte le canzoni, tranne la traccia d'apertura, sono cantate da Robert Wyatt.

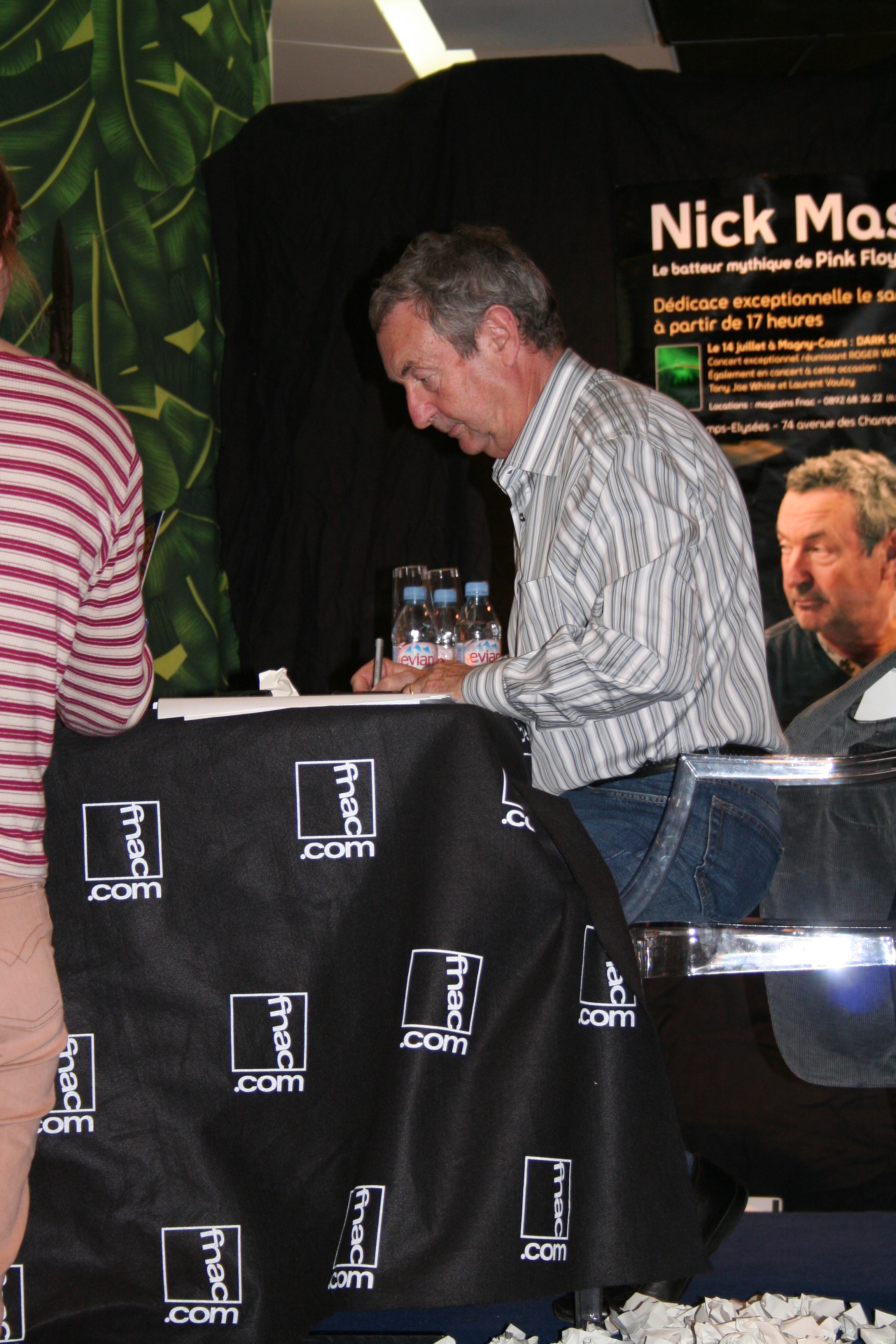
Nick Mason

(Nick Mason)
(Nick Mason)

## Tracce
- Tutti i brani sono opera di Carla Bley.

Lato 1
1. Can't Get My Motor to Start – 3:39
2. I Was Wrong – 4:12
3. Siam – 4:48
4. Hot River – 5:16

Lato 2
1. Boo To You Too – 3:26
2. Do Ya? – 4:36
3. Wervin' – 3:58
4. I'm a Mineralist – 6:16

## Formazione
- Nick Mason – batteria, percussioni, co-produzione, assistente tecnico di registrazione
- Carla Bley – tastiere, composizione, co-produzione
- Robert Wyatt – voce (eccetto Can't Get My Motor to Start)
- Karen Kraft – voce solista in Can't Get My Motor to Start, duetto vocale in Hot River, cori
- Chris Spedding – chitarre
- Steve Swallow – basso
- Michael Mantler – tromba, ingegnere del suono
- Gary Windo – sax tenore, clarinetto basso, flauto, voci aggiuntive
- Gary Valente – trombone, voci addizionali
- Howard Johnson – tuba
- Terry Adams – pianoforte in Boo to You Too, armonica a bocca & clavinet in Can't Get My Motor to Start
- Carlos Ward – voci aggiuntive
- D. Sharpe – voci aggiuntive
- Vincent Chancey – voci aggiuntive
- Earl McIntyre – voci aggiuntive
- James Guthrie – mix
- Hipgnosis & Geoff Halpin – cover design